# Distintivo d'onore per i patrioti "Volontari della Libertà"
Il distintivo d'onore per i patrioti "Volontari della libertà" fu un riconoscimento istituito dal Regno d'Italia, per premiare coloro che avevano partecipato alla lotta armata della resistenza italiana, durante la seconda guerra mondiale.
In particolare, ne vennero insigniti coloro che avevano militato nel Corpo Volontari della Libertà. 
La normativa è ancora oggi in vigore.

## Storia
Nell'immediato secondo dopoguerra il governo Bonomi III, con il decreto legge luogotenenziale 3 maggio 1945, n. 350, istituì uno speciale distintivo d'onore del quale potevano fregiarsi i patrioti «Volontari della Libertà» che avevano partecipato alla lotta armata contro i tedeschi e contro i fascisti. Stesso riconoscimento fu assegnato ai militari dell'Esercito cobelligerante italiano.
Con legge 1º dicembre 1977 n. 907 la concessione del distintivo fu estesa al personale militare deportato nei campi di concentramento tedeschi dopo l'8 settembre 1943 che contribuì alla lotta della Resistenza rifiutando la liberazione per non servire l'invasore tedesco e la Repubblica Sociale e non collaborando comunque volontariamente con i tedeschi o con i fascisti. Gli interessati potevano presentare domanda al distretto militare di appartenenza che concedeva il distintivo previo parere dell'associazione nazionale ex internati. Contro la decisione negativa del distretto militare poteva essere presentato ricorso al Ministro per la difesa entro novanta giorni dalla data di notifica.

## Criteri di eleggibilità
Il distintivo veniva concesso gratuitamente, a spese dell'Amministrazione, ai patrioti che avevano fatto parte, per non meno di tre mesi ininterrottamente, di formazioni riconosciute dai Comitati di Liberazione Nazionale, o che erano rimasti feriti in combattimento.
Per fregiarsi di tale distintivo occorreva una speciale autorizzazione, risultante da un certificato rilasciato dai ministeri di guerra, marina o aeronautica per i rispettivi personali, e dal Ministero dell'Italia occupata per i civili non appartenenti alle forze armate.

## Descrizione
Il distintivo consiste in un nastro della larghezza di trentasette millimetri di color rosso solferino bordato verticalmente, ai due lati, con i colori della bandiera italiana; al centro del nastro sono sovrapposte le lettere "V L" (Volontari Libertà) in metallo dorato. 
Il distintivo va portato sul lato sinistro del petto.

## Utilizzo non ufficiale di medaglie con il distintivo
Anche se il distintivo consiste nel solo nastrino, spesso venne ufficiosamente "arricchito" con la medaglia istituita per i volontari di guerra vestita anziché con il nastro regolamentare rosso/violaceo, con quello rosso solferino bordato tricolore; la stessa cosa era accaduta con l'analogo distintivo per le fatiche di guerra istituito con regio decreto n. 655 del 3 maggio 1918 per ricompensare gli agenti delle Ferrovie dei rischi e dei disagi patiti nel corso della prima guerra mondiale.